# Non è l'omosessuale ad essere perverso, ma la situazione in cui vive
Non è l'omosessuale ad essere perverso, ma la situazione in cui vive (Nicht der Homosexuelle ist pervers, sondern die Situation, in der er lebt) è un film del 1970 diretto da Rosa von Praunheim. È considerato uno dei primi film "militanti" del neonato movimento di liberazione omosessuale in Europa.

## Trama
Nel film viene trattata la vita di molti gay nella loro subcultura all'inizio degli anni settanta. Non si rivolge agli oppressori, ma agli omosessuali stessi. La tesi del film considera che i gay sono responsabili della propria situazione difficile e che per superare le proprie paure dovrebbero uscire allo scoperto e combattere per un migliore trattamento nel futuro.
Il giovane Daniel, cresciuto in provincia, arriva a Berlino dove incontra Clemens. I due vivono un'intensa storia d'amore, vanno a vivere insieme e cercano di copiare una vita matrimoniale borghese. Dopo quattro mesi si separano, perché Daniel ha conosciuto un uomo più anziano e più ricco e si trasferisce nella sua villa.
Poco tempo dopo Clemens imbroglia il suo ex-compagno a una festa: per lui Daniel era solamente un oggetto. Intanto Daniel inizia a lavorare in un bar gay, si veste all'ultima moda e si adatta svelto agli ideali della cultura: passa il suo tempo libero in spiaggia e di notte frequenta i locali gay dove si abitua ad avventure sessuali occasionali. Poco dopo scopre gli stimoli degli incontri nei parchi e nei bagni pubblici dove scopre come i gay più anziani vengono picchiati. Per caso capita in un locale di travestiti dove si incontra chiunque non ha trovato un partner. Qui incontra Paul che lo invita nella sua coabitazione gay.
Il gruppo discute con lui i problemi della vita gay e gli fa notare quanto superficiale sia la sua vita. Il suo compito da gay emancipato è di affermare la sua condizione e trovare altri contenuti oltre alla moda e al sesso. Gli viene proposto di organizzarsi politicamente e di riflettere insieme ad altri gay sulle forme della vita comune.

## Produzione
Rosa von Praunheim realizzò questo film nel 1970, su commissione della WDR, l'ente televisivo del Land Renania Settentrionale-Vestfalia, conseguentemente alla riforma del paragrafo 175 del codice penale tedesco che depenalizzava gli atti omosessuali tra adulti consenzienti, avvenuta il 1º gennaio 1969. La vita gay in Germania diventa lentamente pubblica.  Il film fu promotore della nascita del movimento di liberazione gay moderno nei paesi di lingua tedesca. La trasmissione televisiva fu molto discussa e fece scandalo.

Il regista Rosa von Prauenheim commenta: 
Prauenheim si fece consigliare dal sociologo Martin Dannecker che con Reitmut Reiche aveva appena terminato una ricerca sugli "omosessuali comuni". Il titolo del film è tratto da una citazione del libro di Dannecker.

## Distribuzione
La prima del film avvenne il 31 gennaio 1971 nell'ambito del "Forum del film giovane" al Festival del cinema di Berlino. Lo stesso anno furono fondate le prime organizzazioni gay tedesche a Berlino e Francoforte sul Meno.
Il 31 gennaio 1972 il film fu diffuso per la prima volta in televisione dalla Westdeutscher Rundfunk (WDR), l'emittente pubblica regionale della Renania Settentrionale-Vestfalia in tarda serata. La trasmissione sulla prima rete nazionale (ARD) avvenne poco meno di un anno dopo, dopo essere stata inizialmente annullata. In Baviera, l'ente televisivo regionale (Bayerischer Rundfunk) decise di oscurare temporaneamente il primo canale per evitare la diffusione del film.